# Drôle de drame
Drôle de drame is een Franse filmkomedie uit 1937 onder regie van Marcel Carné.

## Verhaal
De Britse plantendeskundige Irwin Molyneux schrijft onder de pennennaam Felix Chapel stiekem politieromans. Zijn neef Archibald is een anglicaanse bisschop en een tegenstander van de boeken van Chapel. Omdat het huishoudpersoneel van Irwin eerder die dag ontslag heeft genomen, moet zijn vrouw zelf het eten klaarmaken. Irwin verzint een smoesje om de afwezigheid van zijn vrouw te verklaren, maar de achterdochtige bisschop begint al gauw te vermoeden dat Irwin zijn vrouw heeft vermoord. Hij brengt de politie op de hoogte. Irwin en zijn vrouw zijn intussen ondergedoken in een hotelletje in de Chinese wijk van Londen. Naast hen huurt de psychopaat William Kramps een kamer. Hij heeft eerder gezegd dat hij Felix Chapel wil vermoorden.

## Rolverdeling
| Acteur              | Personage            |
| ------------------- | -------------------- |
| Louis Jouvet        | Archibald Soper      |
| Françoise Rosay     | Margaret Molyneux    |
| Michel Simon        | Irwin Molyneux       |
| Jean-Pierre Aumont  | Billy                |
| Jean-Louis Barrault | William Kramps       |
| Nadine Vogel        | Eva                  |
| Pierre Alcover      | Hoofdinspecteur Bray |
| Henri Guisol        | Buffington           |
| Agnès Capri         | Straatzangeres       |
| René Génin          | Straatveger          |
| Ky Duyen            | Chinese hotelhouder  |